# Whac-A-Mole
Whac-A-Mole es un popular juego de arcade que consiste en un gabinete al nivel de la cintura con un área de juego y una pantalla de visualización, y un mazo grande, suave y negro. Cinco agujeros en la parte superior del área de juego están llenos de pequeños topos de plástico que aparecen al azar. Los puntos se obtienen golpeando cada topo tal como aparece. Cuanto más rápida sea la reacción, mayor será la puntuación. 
En Japón, Mole Buster (モグラ退治 mogura taiji?) es un popular juego de arcade inventado en 1975 por Kazuo Yamada de TOGO, basado en diez de los bocetos a lápiz del diseñador de 1974, con licencia de Bandai en 1977. También se puede encontrar comúnmente en festivales japoneses. 

## Modo de juego
El gabinete tiene una lectura de tres dígitos de la puntuación del jugador actual y, en modelos posteriores, una lectura de la mejor puntuación del día. El mazo suele estar sujeto al juego con una cuerda para evitar que nadie se lo lleve. 
Las versiones actuales de Whac-A-Mole incluyen tres pantallas para la puntuación de bonificación, la puntuación alta y la puntuación actual del juego. Las versiones para el hogar, distribuidas por Bob's Space Racers, incluyen una pantalla para mostrar la puntuación actual. 
Si el jugador no golpea un topo dentro de un cierto tiempo o con suficiente fuerza, eventualmente se hundirá nuevamente en su agujero sin puntuación. Aunque el juego comienza lo suficientemente lento como para que la mayoría de la gente golpee todos los topos que se elevan, aumenta gradualmente la velocidad, y cada topo pasa menos tiempo por encima del agujero y con más topos fuera de sus agujeros al mismo tiempo. Después de un límite de tiempo designado, el juego termina, independientemente de la habilidad del jugador. La puntuación final se basa en la cantidad de topos que golpeó el jugador. 
Además del juego para un jugador descrito anteriormente, hay un juego para varios jugadores, que se encuentra con mayor frecuencia en los parques de atracciones. En esta versión, hay un gran banco de juegos individuales de Whac-A-Mole vinculados entre sí, y el objetivo es ser el primer jugador en alcanzar un puntaje designado, en lugar de golpear la mayor cantidad de topos en un tiempo determinado. En la mayoría de las versiones, golpear un topo vale diez puntos, y el ganador es el primer jugador en alcanzar una puntuación de 150 (es decir, 15 topos). El ganador recibe un premio, típicamente un pequeño animal de peluche, que puede canjearse por un peluche más grande si el jugador gana de nuevo. 
Las opciones de juego se han vuelto más ajustables, lo que permite al operador y/o propietario alterar selectivamente la puntuación más alta, los puntos de impacto, la velocidad progresiva y el tiempo de juego. 

## Variaciones

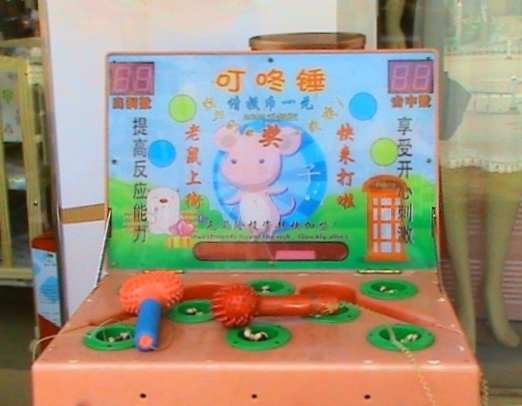
Máquina de Whac-A-Mole para niños pequeños en Hainan, China

El juego Whac-A-Mole original inspiró el primer género de juegos con un aspecto violento fundamental para la experiencia de usuario. Los investigadores han utilizado Whac-A-Mole y sus variaciones para estudiar los aspectos violentos de estos juegos.
La marca registrada del juego Whac-A-Mole es propiedad de Bob's Space Racers. Las máquinas con jugabilidad similar se venden con otros nombres. Whac-A-Mole también ha sido la base de una serie de juegos de Internet y juegos móviles que son similares en juego y estrategia.
El ingeniero Tim Hunkin construyó e instaló una máquina "Whack a Banker" en Southwold Pier en Inglaterra en 2009 hecha de partes de una máquina anterior "Whack a Warden".

## Diseño
Los topos se montan sobre varillas y se levantan mediante un sistema de palanca con resortes y manivela. Cuando el usuario golpea el topo, un microinterruptor se activa mediante un pasador alojado dentro del topo y el sistema lo baja.
La sincronización de los topos fue controlada originalmente por tonos de una cinta de audio que luego acciona un sistema de cilindro de aire.

## Uso coloquial
El término "Whac-a-mole" (o "Whack-a-mole") se usa coloquialmente para describir una situación caracterizada por una serie de tareas repetitivas e inútiles, donde la finalización exitosa de una solo hace que aparezca otra en otra parte.
En programación y depuración de computadoras, se refiere a la posibilidad de corregir un error que haga que aparezca uno nuevo como resultado. En el contexto de Internet, se refiere al desafío de defenderse de los spammers recurrentes, vándalos, anuncios emergentes, malware, ransomware y otras distracciones, molestias y daños.
En la aplicación de la ley, se refiere a la actividad criminal que aparece en otra parte de un área después de que una mayor aplicación en un distrito la reduce allí. En un contexto militar, se refiere a las tropas opuestas aparentemente inferiores que siguen apareciendo después de que las oleadas anteriores hayan sido eliminadas. 
También se ha aplicado a las noticias falsas, donde tan pronto como se desacredita una historia, otra aparece en otro lugar – o antes. A finales de junio de 2020, Boris Johnson basó la estrategia COVID-19 del Reino Unido en el juego.